# Divisió de Cassini

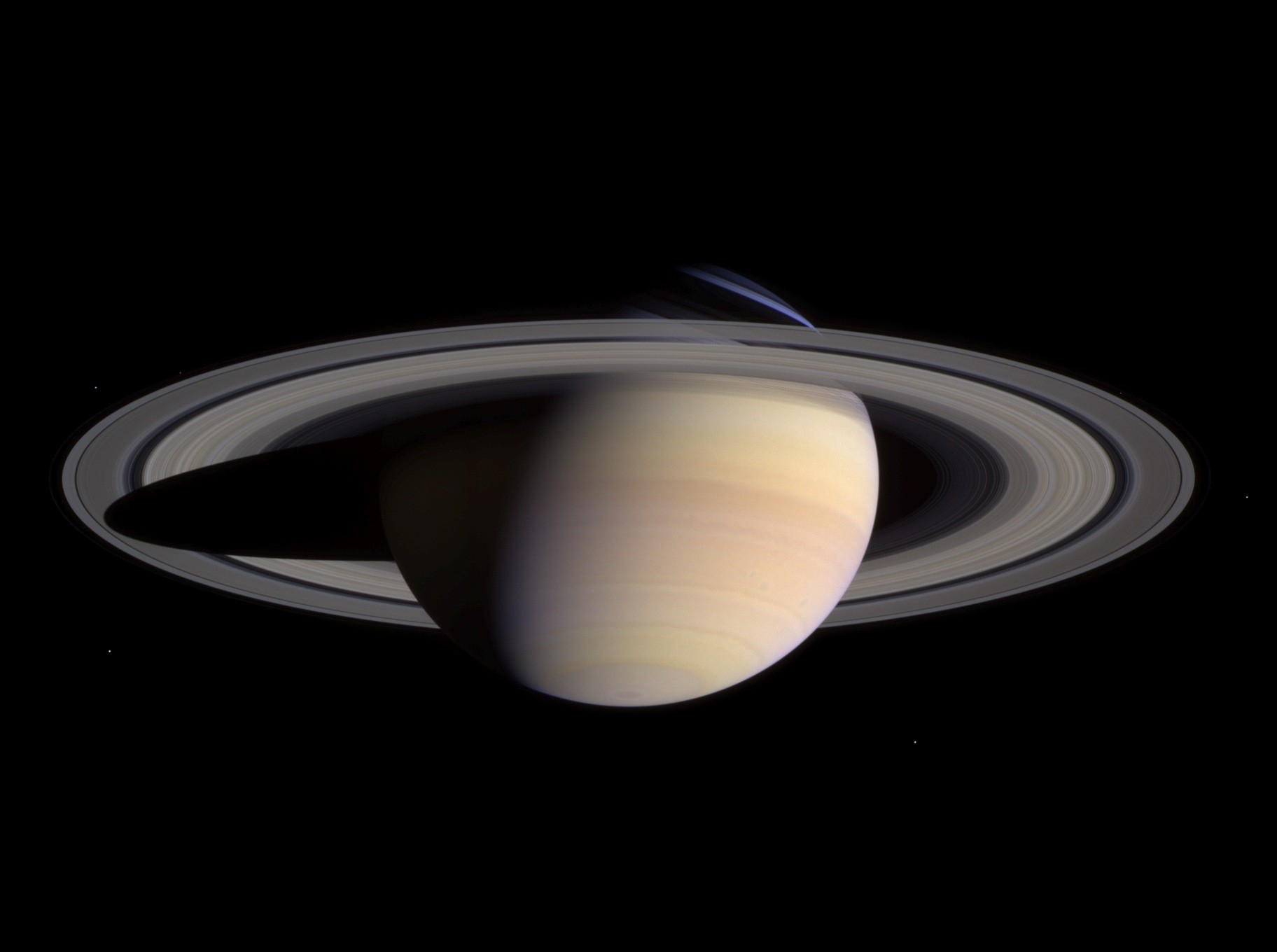
Imatge de Saturn obtinguda per la sonda Cassini, en què es distingeix la divisió de Cassini entre els anells A i B

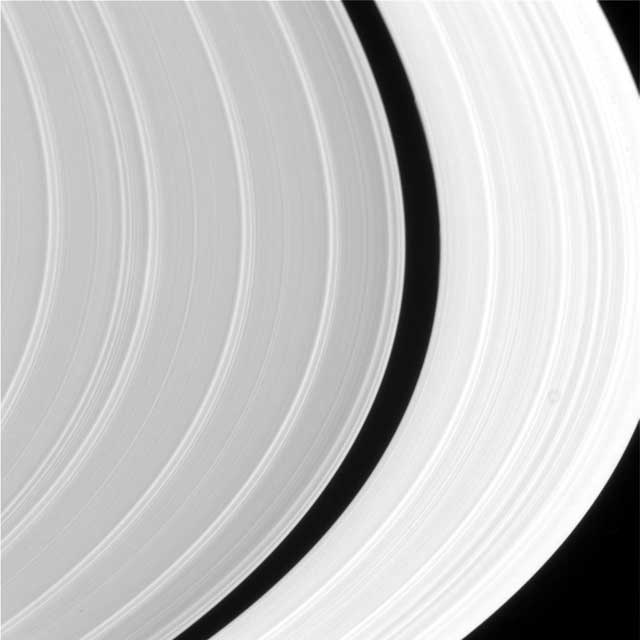
Imatge d'alta resolució obtinguda per la sonda Cassini en el pas dels anells

La divisió de Cassini és la separació existent entre els anell A (exterior) i B (interior) de Saturn. Va ser descoberta per Giovanni Cassini el 1675. Esta separació es troba 122.340 km del centre de Saturn i té una amplària d'uns 4.800 km.
Encara que, a simple vista, pareix no existir material en esta separació, estudis recents revelen que únicament es tracta d'una zona amb menor densitat de material. La causa de l'escassetat de material en la divisió de Cassini és la influència gravitatòria amb el satèl·lit Mimes. La divisió de Cassini es troba en ressonància gravitatòria amb l'òrbita del satèl·lit, per la qual cosa el material és expulsat pels successius passos de Mimes.
Els anells de Saturn tenen altres destacades divisions, com la divisió d'Encke o la divisió de Keeler, però la divisió de Cassini és la més intensa i l'única que pot observar-se clarament amb un telescopi d'aficionat.